# Лапландія (провінція)
Лапландія (півн.-саам. Sápmi; фін. Lappi, швед. Lappland) — найпівнічніша, найбільша та найменш заселена провінція Фінляндії.
Саами — корінне населення регіону, але в даний час вони в меншості.

## Географія
Межує з провінцією Північна Пох'янмаа на півдні, на півночі з Норвегією, на заході зі Швецією, на сході із Росією. Площа Провінції Лапландія становить прибл. 98946 км², більша частина якої знаходиться північніше полярного кола.

## Історія
Територія Лапландії була розділена між двома графствами Шведського королівства з 1634 по 1809 рік. Північна та західна території входили до складу округу Вестерботтен, тоді як південні райони (так звана Перепохйола) входили до складу округу Остроботнія (після 1755 року округ Оулу). Північні та західні райони були передані в 1809 році округу Оулу, який став провінцією Оулу. Відповідно до роялістської конституції Фінляндії в першій половині 1918 року Лапландія мала стати Великим князівством і частиною спадщини запропонованого короля Фінляндії. Провінція Лапландія була відокремлена від провінції Оулу в 1938 році.
Під час тимчасового миру та початку Війни-продовження уряд Фінляндії дозволив нацистській німецькій армії розташуватися в Лапландії в рамках операції «Барбаросса». Після того як Фінляндія уклала мир із Радянським Союзом у 1944 році, Радянський Союз вимагав від Фінляндії вигнати німецьку армію зі своєї землі. Результатом стала Лапландська війна, під час якої майже все цивільне населення Лапландії було евакуйоване. Німці використовували тактику випаленої землі в Лапландії, перш ніж відійти до Норвегії. Від 40 до 47 відсотків житлових будинків у Лапландії та 417 кілометрів (259 миль) залізничної дороги було зруйновано, 9500 кілометрів (5900 миль) доріг було заміновано, зруйновано або стали непридатними для використання, 675 мостів і 3700 кілометрів (2300 миль) телефонних ліній також були зруйновані. Дев'яносто відсотків Рованіємі, столиці Лапландії, було спалено вщент, лише кілька довоєнних будівель пережили руйнування.
Після Другої світової війни муніципалітет Петсамо та частина муніципалітету Салла відійшли до Радянського Союзу. Десятиліття після війни були періодом відбудови, індустріалізації та швидкого економічного зростання. Були побудовані великі гідроелектростанції та шахти, а міста, дороги та мости відбудовані після руйнувань війни. Наприкінці 20 століття економіка Лапландії почала занепадати, а населення почало швидко скорочуватися на більшій частині регіону.
Провінції Фінляндії були скасовані 1 січня 2010 року, але Лапландію було реорганізовано як один із нових регіонів, які їх замінили.

## Населення
Населення провінції становить 183 963 осіб (2008 рік), що приблизно дорівнює 3,6 % від загальної чисельності мешканців Фінляндії; тобто це найменш заселений регіон країни. 179 592 осіб розмовляють фінською, саамі 1 480 осіб, 332 особи — шведською, і ще 2 559 осіб користуються іншими мовами.